# Altes Rathaus (Korfu Stadt)

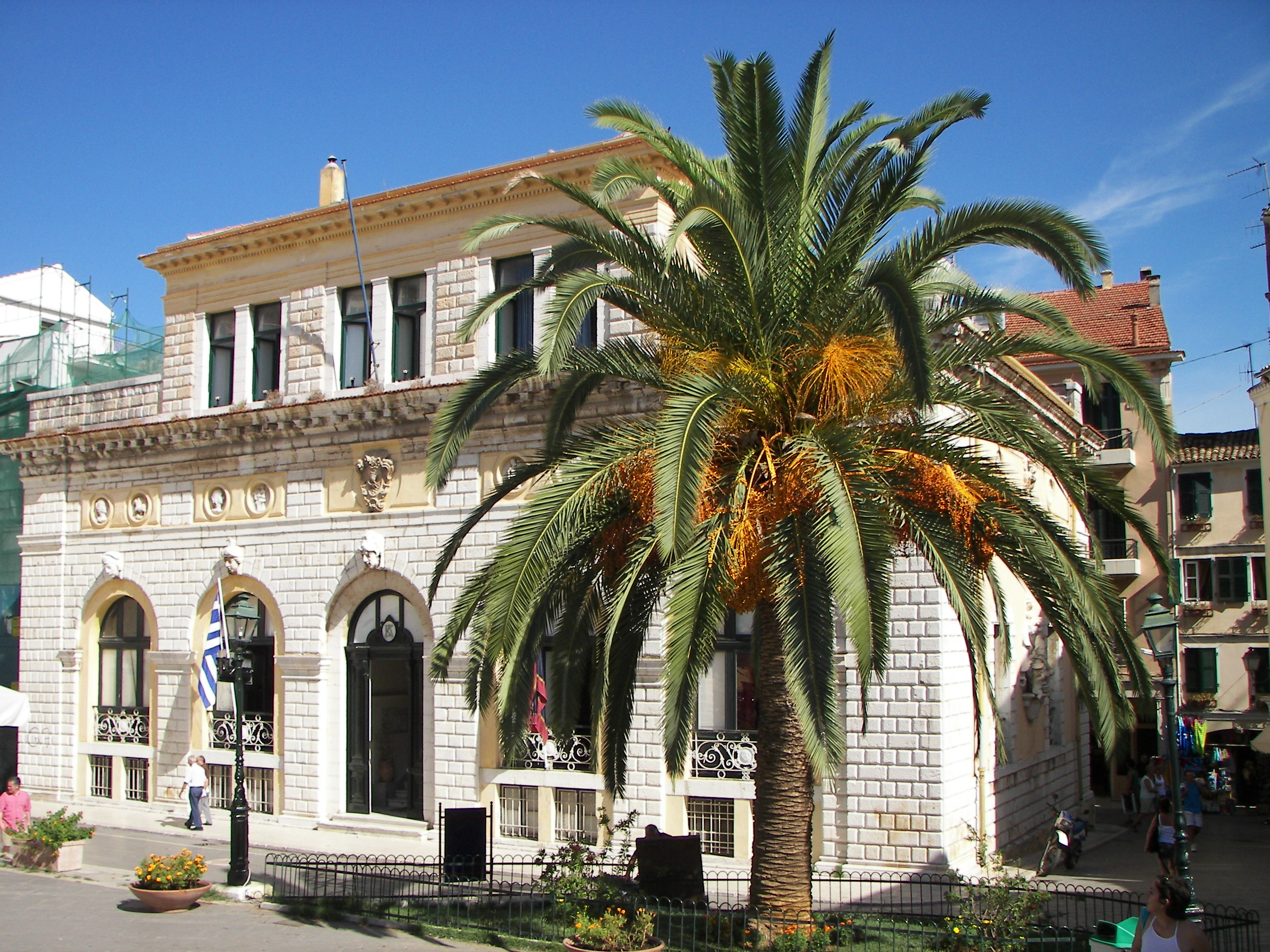
Das Rathaus am Rathausplatz, im 18. und 19. Jahrhundert als Teatro di San Giacomo genutzt

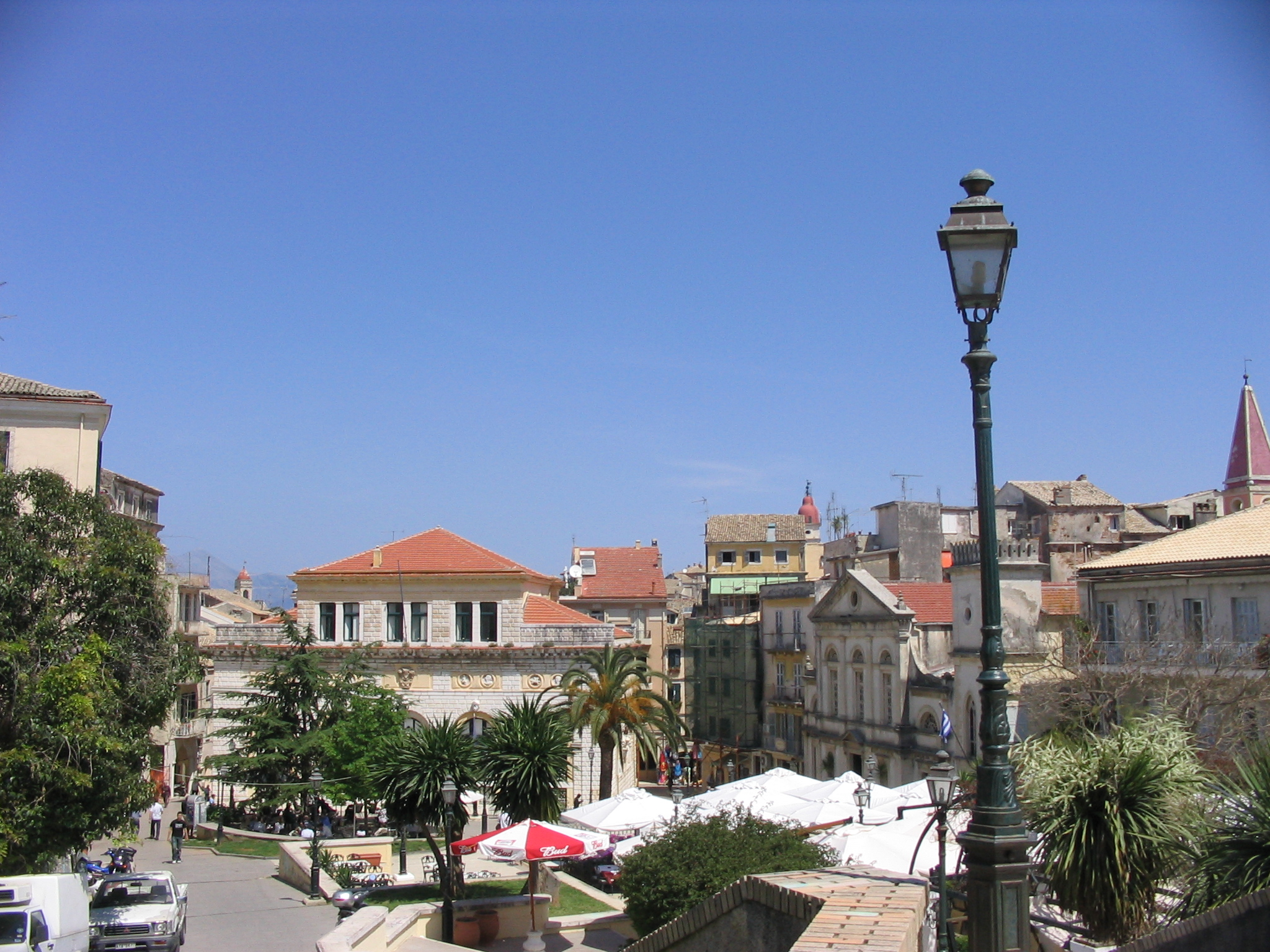
Rathausplatz (2006)

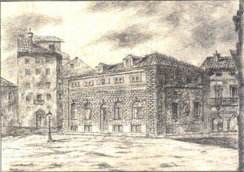
Teatro San Giacomo, vor 1835

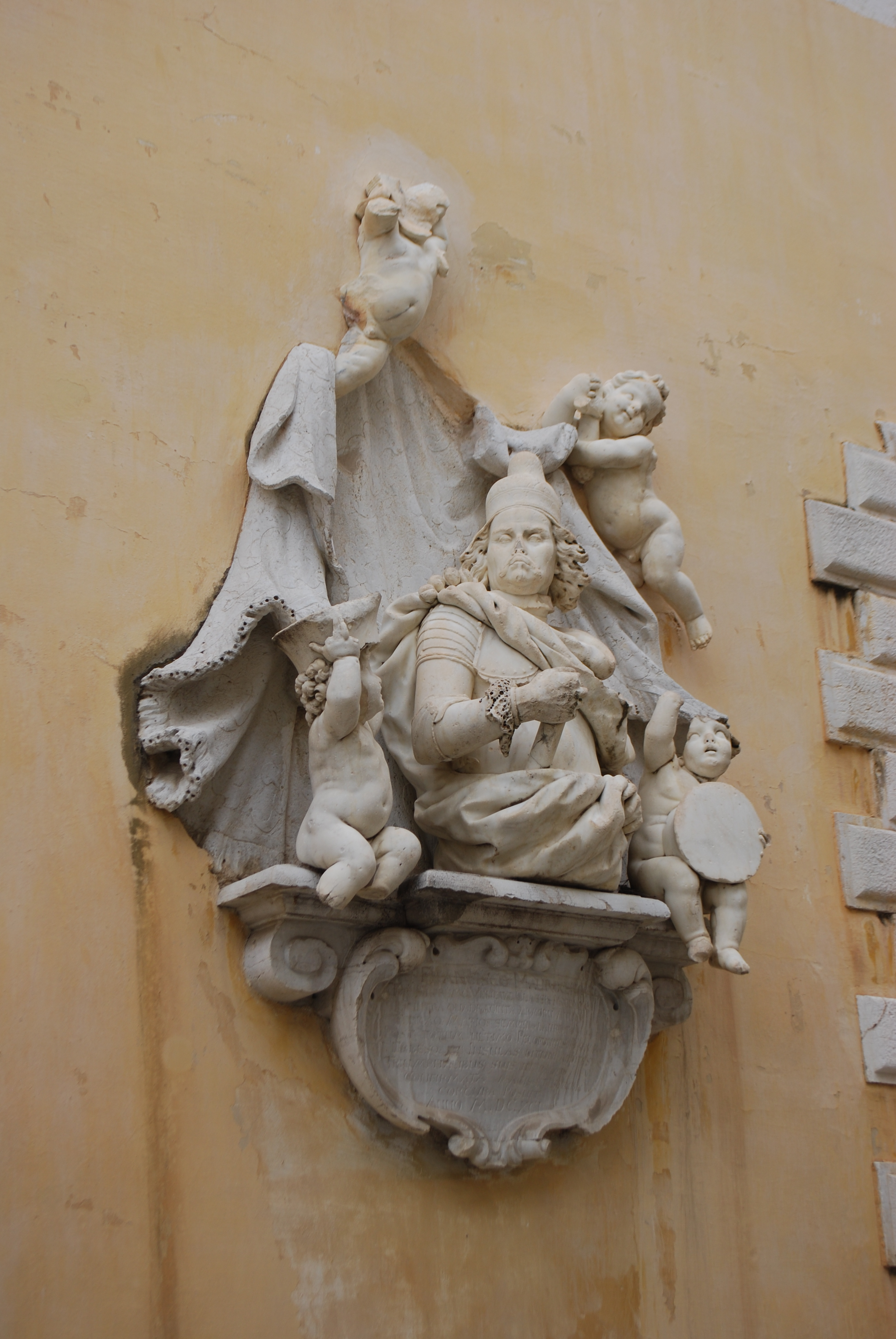
Marmorfresko, das Francesco Morosini darstellt

Das Alte Rathaus (griechisch Παλαιό Δημαρχείο Κέρκυρας Paleó Dimarchío Kérkyras) an der Platía Dimarchíou (Πλατεία Δημαρχείου ‚Rathausplatz‘) in der Stadt Korfu auf der griechischen Insel Korfu ist ein zwischen 1663 und 1691 erbautes Gebäude aus der venezianischen Zeit. Ab 1720 bis 1903 diente es als Theater (Θέατρο Σαν Τζιάκομο Téatro San Tziákomo) und wurde ab 1733 zum Zentrum der Entwicklung der griechischen Oper. Ein Geschoss dient der Gemeindeverwaltung als Rathaus.

## Gebäude
Das Gebäude wurde ursprünglich zwischen 1663 und 1691 als Club für die Offiziere der venezianischen Flotte erbaut und diente als Versammlungsort (Loggia) für Mitglieder der Aristokratie. Es ist im Renaissancestil aus hartem Kalkstein erbaut, der in der Nähe des Dorfes Sinies im Norden der Insel abgebaut wurde. Das Wappen von Korfu, ein antikes Segelschiff, ist über der Eingangstür zum Platz hin zu sehen. An der Ostwand befindet sich ein Marmorfresko, das Francesco Morosini darstellt, den venezianischen Admiral und späteren Dogen, der die Türken auf der Halbinsel Morea, wie die Peloponnes genannt wurde, besiegte (→ Großer Türkenkrieg). Die vier Kinderfiguren um ihn herum symbolisieren seine Tugenden.
Der Rathausplatz wird von einer Reihe wichtiger Gebäude geprägt, darunter die römisch-katholische Kathedrale St. Jakobus und Christopherus. Nach ihr wurde das Theater Nobile Teatro di San Giacomo di Corfù benannt (italienisch: „Edles Theater des Heiligen Jakob von Korfu“), oder einfach Teatro di San Giacomo. Am Rathausplatz befindet sich auch die ehemalige Residenz des lateinischen Erzbischofs, in der bis 2022 eine Filiale der Bank von Griechenland untergebracht war, bevor die Ionische Universität einzog.

## Geschichte als Nobile Teatro di San Giacomo di Corfù
Als das Gebäude 1720 in ein Theater umgenutzt wurde, war es das erste moderne Theater in Griechenland. Ursprünglich wurden im Haus Theaterstücke aufgeführt, 1733 dann erstmals eine Oper. Trotz seiner abseitigen Lage zog es italienische Musiker und Komponisten an, von denen viele dauerhafte Bewohner Korfus wurden und zur lokalen Musikszene beitrugen. Das Theater wirkte als Katalysator in diesem kulturellen Austausch und gab der Entwicklung der Ionischen Musikschule Impulse. Der korfiotische Komponist Nikolaos Mantzaros profitierte von der Synergie zwischen der italienischen und korfiotischen Musiktradition.
Bei der 1733 aufgeführten Oper handelte es sich um Aurelio Aurelis Hierone tiranno di Siracusa (1688). Schließlich wurden kontinuierlich Opern aufgeführt, insbesondere zwischen 1771 und 1892.
Die vom Haus begründete musikalische Tradition ist für die Geschichte der modernen griechischen Musik besonders wichtig, da sie dazu beitrug, eine griechische Musikpräsenz zu einer Zeit zu etablieren, als der griechische Staat noch nicht einmal existierte. Das Nobile Teatro di San Giacomo inszenierte den Typ der komischen Oper, bekannt als Opera buffa, die weniger aufwendig und daher kostengünstiger war als die vollwertige Opera seria. Das Ensemble von San Giacomo stammte hauptsächlich aus Süditalien.
Der Opernbetrieb lief auch in politisch unruhigen Zeiten unvermindert weiter, wie zum Beispiel während der Ankunft der Franzosen im Jahr 1797. Im Jahr 1799, während der russisch-osmanischen Belagerung, setzte das Theater seine Aufführungen fort, obwohl die ausländische Operntruppe die Insel aufgrund der Blockade nicht verlassen konnte. Die Aufführungen in solch einer schwierigen Zeit wurden als Mittel der Propaganda und zur Stärkung der Moral der Bevölkerung genutzt.
Das Theater zog viele professionelle italienische Musiker an, die als Lehrer, Komponisten und Interpreten nach Korfu kamen. Dies hatte zur Folge, dass die Einheimischen eine Wertschätzung für Musik entwickelten, was nach und nach zum Auftreten der ersten korfiotischen Musikprofis führte, die wiederum die ersten professionellen Musiker des modernen Griechenlands wurden. Der Korfiot Spyridon Xyndas schrieb beispielsweise die griechische Oper O ypopsifios (Der Parlamentskandidat), die die erste Oper mit einem ausschließlich griechischen Libretto wurde und 1867 in San Giacomo aufgeführt wurde.
Mündlich ist überliefert, dass sich Künstler, die am Theater Erfolg hatten, mit der Auszeichnung applaudito in Corfù („Beifall auf Korfu“) als Tribut an den anspruchsvollen Musikgeschmack des Inselpublikums schmücken konnten.

## Nutzung als Rathaus
Von 1893 bis 1902 wurde in Korfu-Stadt ein repräsentatives neues Theatergebäude gebaut, das sich an der Mailänder Scala orientierte. Das neue Theater führte den Namen Städtisches Theater. Da das Theater in das neue Gebäude umzog, konnte das alte venezianische Gebäude 1902 als Rathaus umgenutzt werden. Im 21. Jahrhundert liegt sein Schwerpunkt auf „Dienste der Gemeinde für die Bürger“. Das Stadttheater und seine historischen Archive, die auch die Zeit des Nobile Teatro di San Giacomo di Corfù im 18. und 19. Jahrhundert umfassten, wurden in der Nacht des 13. September 1943 im Bombenhagel der deutschen Luftwaffe zerstört.